# June Diane Raphael
June Diane Raphael est une actrice, productrice, scénariste, humoriste et podcasteuse américaine née le 4 janvier 1980 à Rockville Centre, New York.
Elle est connue pour avoir joué dans un grand nombre de séries télévisées comme Burning Love, NTSF:SD:SUV...
Depuis 2015, elle joue l'un des rôles principaux de Grace et Frankie, diffusée sur la plateforme Netflix.
Au cinéma, elle co-écrit et joue dans la comédie Ass Backwards, présentée au festival du film de Sundance de 2013 et apparaît en tant que second rôle dans de nombreuses productions tels que Zodiac, Sans Sarah, rien ne va !, Meilleures Ennemies et Séduis-moi si tu peux !.

## Biographie

### Jeunesse et formation
Fille de Diane et John Raphael, elle est née et a grandi à Rockville Centre, New York. Elle est d'origine irlandaise et a été élevée dans la religion catholique. Elle a deux sœurs plus âgées, Lauren et Deanna.
Elle est diplômée de la South Side High School, en 1998. Elle étudie ensuite à l'université de New York ou elle se spécialise dans les arts et la comédie. Elle participe aux programmes de la Tish School of the Arts et Stella Adler Studio of Acting.
Après avoir obtenu son diplôme en 2002, elle poursuit dans la comédie d'improvisation avec une troupe d'artistes qu'elle crée avec sa meilleure amie, Casey Wilson.
En 2005, sa troupe présente un spectacle Us Comedy Arts Festival et ils sont embauchés par New Regency Pictures pour écrire un film Bride Wards avant de décrocher un contrat avec le réseau UPN pour créer un pilote de sitcom.

### Carrière

#### Années 2000
Elle commence donc sa carrière dans des troupes d'improvisation à New York au Upright Citizens Brigade Theatre et à Los Angeles, son premier succès est dû à un sketch longue durée Rode Hard and Put Away Wet, qu'elle a créé et interprétée avec Casey Wilson, pour lequel elles obtiennent l'ECNY Award du meilleur duo comique en 2005. 
Elle continue sur sa lancée et participe à de nombreuses représentations comme Mr. and Mrs. All Star, Sentimental Lady et Hey, Uncle Gary!.
En 2007, June et Casey travaillent en tant que rédactrices et éditrices sur la version américaine de Creature Comforts tout en continuant de produire et d’apparaître dans des vidéos comiques sur le site humoristique Funny or Die.
Au cinéma, c'est une habituée des seconds rôles, elle enchaîne les apparitions aux côtés de comédiens les plus en vue du moment : Comme dans le thriller Zodiac (2007) avec Jake Gyllenhaal et Robert Downey Jr., les comédies Sans Sarah, rien ne va ! (2008) avec Jason Segel, Kristen Bell et Mila Kunis et Meilleures Ennemies (2009) avec Anne Hathaway et Kate Hudson.
Elle poursuit avec le potache L'An 1 : Des débuts difficiles (2009) ainsi que la romance Trop loin pour toi (2010).

#### Années 2010
Particulièrement à l'aise dans le registre de la comédie, elle apparaît, en 2012, dans Bachelorette et Imogene. Puis elle enchaîne avec Légendes vivantes (2013) et Jet Lag (2015).
Entre 2010 et 2011, elle se produit dans des spectacles Off-Broadway avant de devenir un visage familier du petit écran puisqu'elle y multiplies les interventions. En jouant notamment dans des épisodes de séries télévisées comme Party Down, Funny or Die Presents..., Happy Endings, Free Agents ou encore Animal Practice et Whitney.

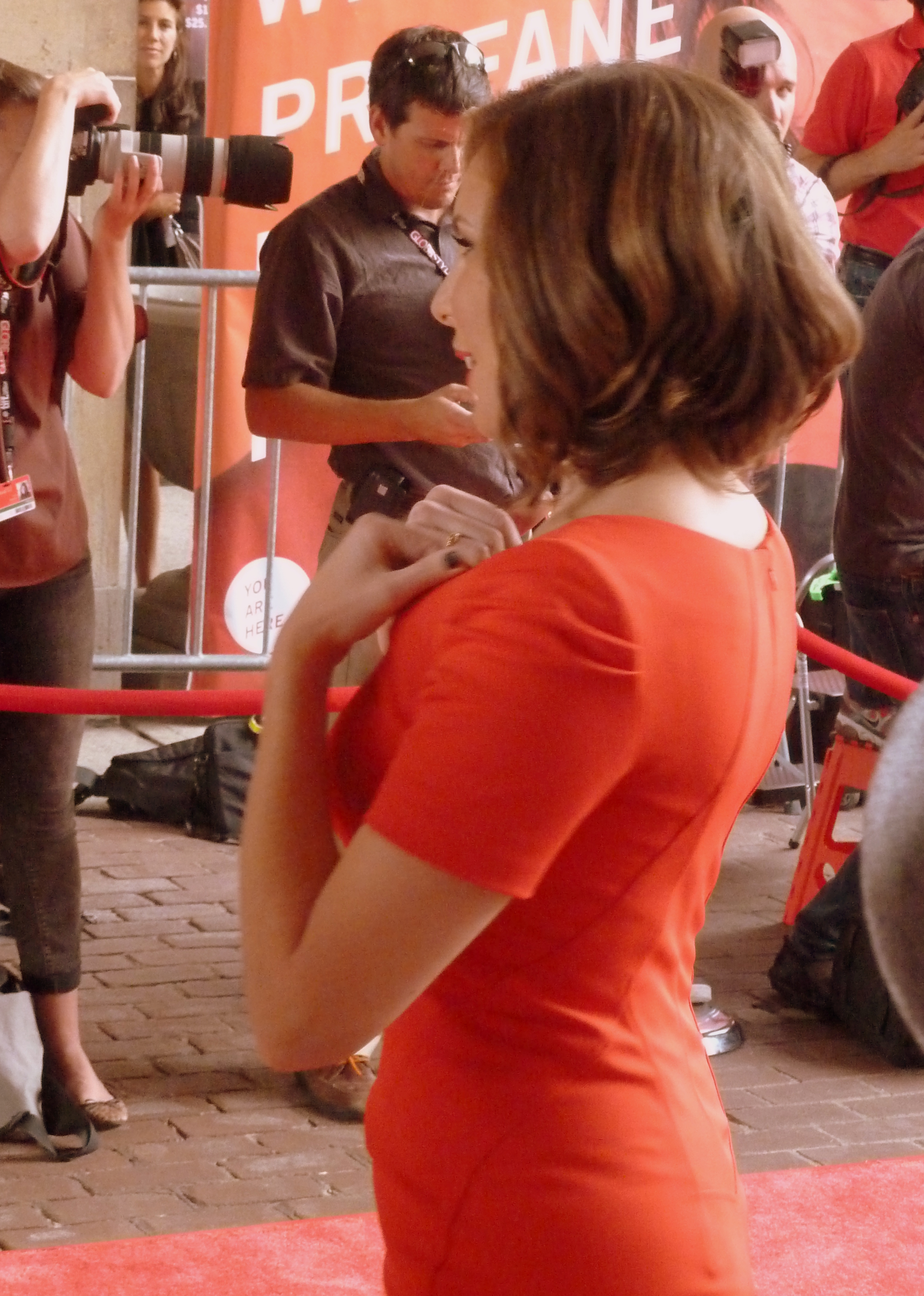
L'actrice au Festival international du film de Toronto en 2012.

Elle fait partie de la distribution principale de la série télévisée NTSF:SD:SUV avec Kate Mulgrew, de 2011 à 2013. Entre 2012 et 2013, elle joue dans la série télévisée Burning Love qui se moque ouvertement du phénomène de la téléréalité. Elle s'est également illustré dans de nombreux shows américains, qui n'ont pas connu de diffusion française.

Elle a également joué dans de nombreux longs métrages indépendants, inédits en France ainsi que dans des courts métrages. 

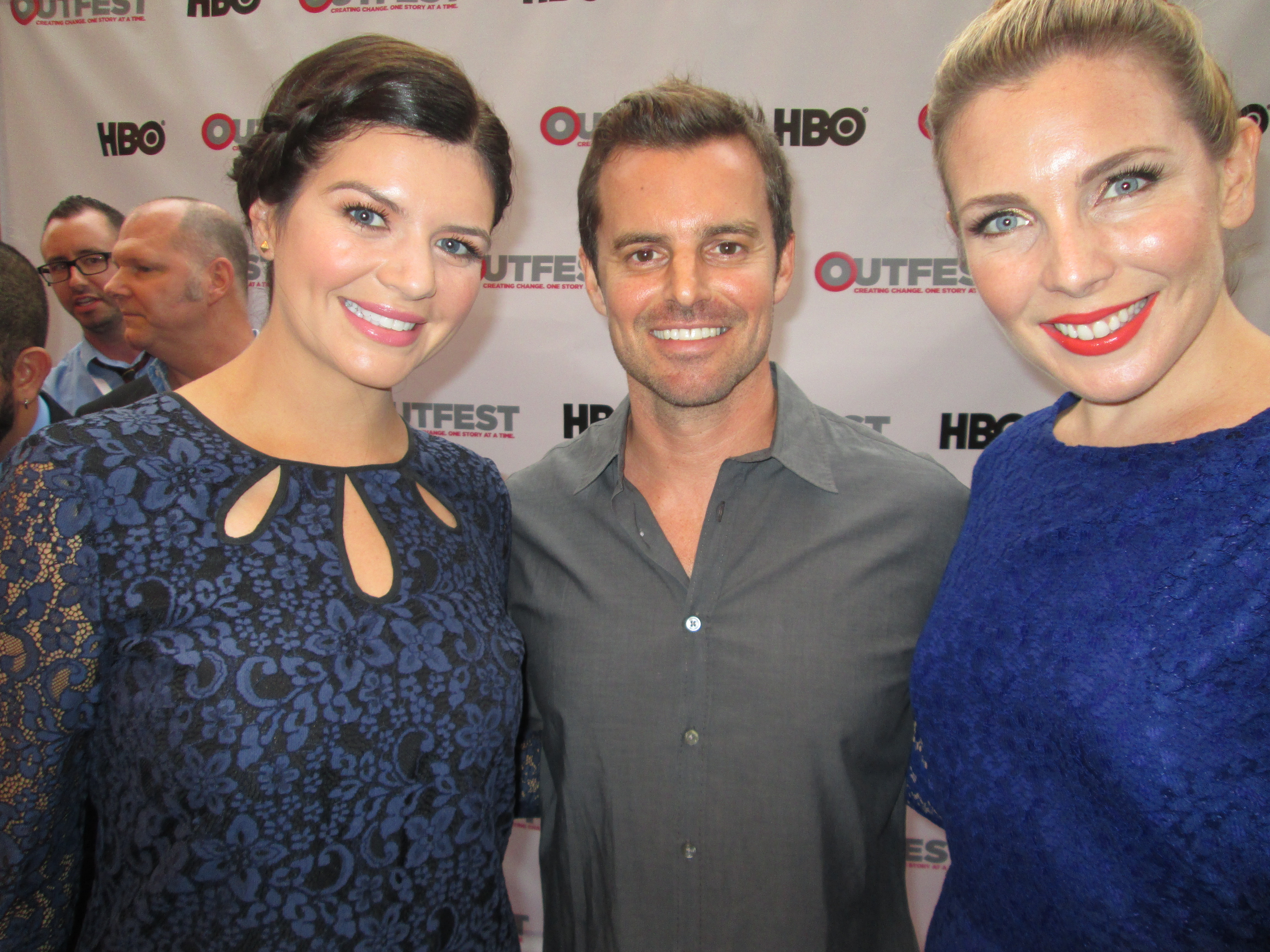
Les scénaristes et actrices, Casey Wilson et June Diane Raphael avec le réalisateur Chris Nelson, lors de l'avant première de la comédie Ass Backwards, en 2013.

En 2013, par exemple, elle est à l'affiche de la comédie Ass Backwards avec Alicia Silverstone et Vincent D'Onofrio, qu'elle a co écrit, toujours avec son alliée Casey Wilson. Le film est présenté au Festival du film de Sundance 2013.
Elle obtient un rôle récurrent dans New Girl avant d'intégrer la distribution principale de Grace et Frankie avec Jane Fonda et Lily Tomlin, qui fait les beaux jours de la plateforme Netflix, depuis 2015.

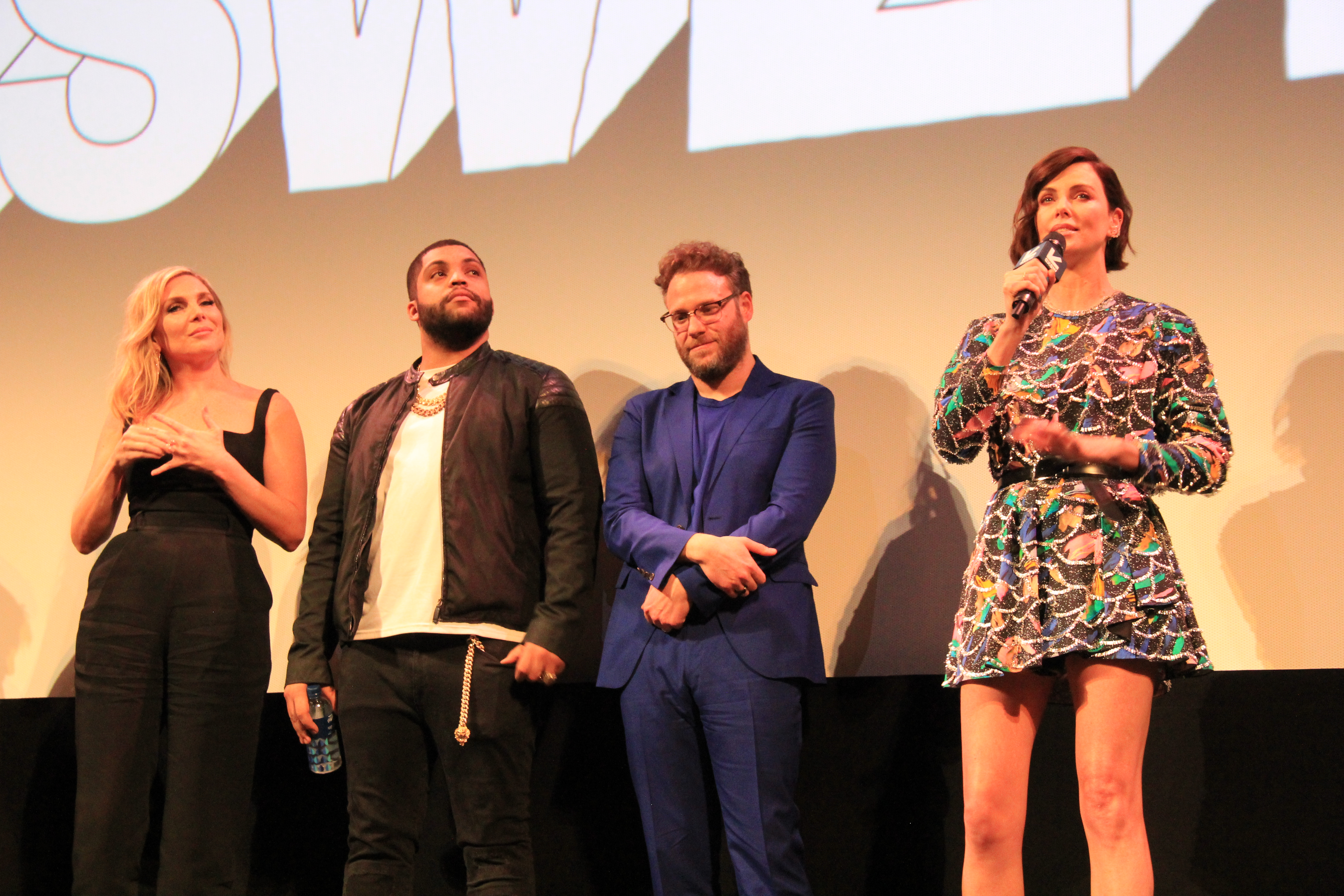
L'actrice avec O'Shea Jackson Jr., Seth Rogen et Charlize Theron au SXSW en 2019.

En 2017, elle rejoint la distribution de The Disaster Artist réalisé par l'acteur James Franco. Elle intègre ensuite la distribution de la comédie Séduis-moi si tu peux! de Jonathan Levine, secondant l'oscarisée Charlize Theron et Seth Rogen.

### Vie privée
Elle fréquente l'acteur Paul Scheer depuis 2004, ils se sont mariés le 10 octobre 2009, ils ont deux enfants.

## Filmographie
Note : Pour une liste plus complète, se référer au site IMDb.

### Cinéma
- 2006 : Shut Up and Sing de Bruce Leddy : Ted's Tammy
- 2007 : Zodiac de David Fincher : Mme Toschi
- 2008 : Sans Sarah, rien ne va ! de Nicholas Stoller : Ann
- 2009 : Meilleures Ennemies de Gary Winick : Amanda
- 2009 : L'An 1 : Des débuts difficiles de Harold Ramis : Maya
- 2010 : The Dry Land de Ryan Piers Williams : Susie
- 2010 : Trop loin pour toi de Nanette Burstein : Karen
- 2010 : Weakness de Michael Melamedoff : Elizabeth
- 2012 : Bachelorette de Leslye Headland : Cool Stripper
- 2012 : Imogene de Shari Springer Berman et Robert Pulcini : Dara
- 2013 : Ass Backwards de Chris Nelson : Kate
- 2013 : Légendes vivantes d'Adam McKay : La patronne de Chani
- 2015 : Jet Lag de Ken Scott : Susan Trunkman
- 2015 : Bad Night de Chris Riedell et Nick Riedell : Mme Goldstein
- 2017 : Girlfriend's Day de Michael Paul Stephenson : Karen Lamb
- 2017 : The Disaster Artist de James Franco : Robyn Paris
- 2018 : Contrôle parental (Blockers) de Kay Cannon : Brenda
- 2019 : Séduis-moi si tu peux ! (Long Shot) de Jonathan Levine : Maggie Millikin
- 2021 : Yes Day de Miguel Arteta : Aurora Peterson
- 2025 : Évanouis (Weapons) de Zach Cregger : Donna Morgan

### Télévision

#### Séries télévisées
- 2002 : Ed : Une étudiante (saison 2, épisode 21)
- 2006 : Talkshow with Spike Feresten : Various (saison 1, épisode 3)
- 2007 : The Very Funny Show : Various / Cynthia (saison 1, épisode 1 et 7)
- 2007 : Derek and Simon: The Show : June (saison 1, épisode 2)
- 2007 : Creature Comforts : Interviewer (voix, saison 1, épisode 1)
- 2007 : Flight of the Conchords : Felicia (saison 1, épisode 8)
- 2007 - 2008 : Human Giant : Directrice de casting / Femme / Dick Face Fairy (4 épisodes)
- 2009 : In the Motherhood : Liz (saison 1, épisode 1)
- 2010 : Party Down : Danielle Lugozshe (saison 2, épisodes 7 et 10)
- 2010 : Players : Barb Tolan (10 épisodes)
- 2010 : Big Lakes : Miss Hauser (saison 1, épisode 3)
- 2010 - 2011 : Funny or Die Presents… : Det. Phuk (segment "United States Police Department") / Leslie Stubbs (4 épisodes)
- 2011 : Happy Endings : Melinda Shershow (saison 1, épisode 12)
- 2011 : CollegeHumor Originals : Dazzler (saison 1, épisodes 148 et 150)
- 2011 : Free Agents : Julie (saison 1, épisode 8)
- 2011 - 2012 : First Dates with Toby Harris : Toby's Date (saison 1, épisodes 1 et 2)
- 2011 - 2013 : NTSF:SD:SUV : Piper Ferguson (35 épisodes)
- 2011 - 2018 : American Dad! : Suze / Trish, la serveuse / Hannah / Vendeuse / Une femme (voix, 9 épisodes)
- 2012 : Electric City : Eva Jacobs (9 épisodes)
- 2012 : Animal Practice : Dr. Jill Leiter (3 épisodes)
- 2012 - 2013 : Burning Love : Julie Gristlewhite (36 épisodes)
- 2012 - 2013 : Whitney : Chloe (saison 1, épisode 19 et saison 2, épisode 5)
- 2012 - 2018 : New Girl : Sadie (8 épisodes)
- 2013 : Kroll Show : Dina Bludd (saison 1, épisode 2)
- 2013 : Inside Amy Schumer : Mandy (saison 1, épisode 5)
- 2013 : Drunk History : Isabella Stewart Gardner (saison 1, épisode 4)
- 2013 : The ArScheerio Paul Show : Andrew Dice Clay (saison 1, épisode 3)
- 2013 : Parks and Recreation : Tynnyfer (saison 6, épisode 4)
- 2014 : The Greateste Event in Television History : Emily Scott (saison 1, épisode 4)
- 2014 : BoJack Horseman : Golden Globes Announcer / Casting Assistant / Smoodie (voix, saison 1, épisode 12)
- 2014 : The Birthday Boys : Barbara O'Shaughnessy (saison 2, épisode 3)
- 2014 - 2015 : The League : Professeur Pam / Infirmière Pam (saison 6, épisode 4 et saison 7, épisode 5)
- 2015 : The Hotwives : Jandice (saison 1, épisode 4)
- 2015 : Marry Me : Molly (1 épisode)
- 2015 - 2022 : Grace et Frankie : Brianna Hanson
- 2016 : The Muppets : Lucy Royce (saison 1, épisodes 11 et 12)
- 2016 : Lady Dynamite : Karen Grisham (3 épisodes)
- 2016 : Another Period : Eleanor Roosevelt (saison 2, épisode 5)
- 2016 : The Amazing Gayl Pile : Mindy Walker-Fantino (saison 3, épisode 1)
- 2017 : Threadbare : Jackie (1 épisode)
- 2017 : Veep : Helen Wright (1 épisode)
- 2017 : Bajillion Dollar Propertie$ : Sabra (1 épisode)
- 2017 : Playing House : Vanessa (1 épisode)
- 2017 - 2018 : Big Mouth : Devin (voix, 10 épisodes)
- 2017 : Larry et son nombril : Bebe (1 épisode)
- 2018 : Little Big Awesome : Sheena (1 épisode)
- 2019 : Bienvenue chez les Huang : Guru Sheela (1 épisode)
- 2019 : Splitting Up Together : Tamryn Tomas Vandaloo (1 épisode)
- 2019 : I'm Sorry : Jill (1 épisode)
- 2024 : Abbott Elementary : Elizabeth Washington (saison 3, épisode 6)

#### Téléfilm
- 2012 : Susan 313 de Ken Kwapis : Jenny

## Distinctions

### Récompenses
- ECNY Awards 2005 : Meilleur duo comique pour Rode Hard, prix partagé avec Casey Wilson[2]

### Nominations
- The Streamy Awards 2014 : Meilleure distribution pour une série télévisée comique dans The ArScheerio Paul Show[8]
- Indie Series Awards 2017 : Meilleure actrice invitée dans une série télévisée comique pour The Amazing Gayl Pile[8]